# Jeff Agoos
Jeff Agoos   (Ginebra, 2 de maig de 1968) és un exfutbolista estatunidenc de la dècada de 1990.
Pel que fa a clubs, destacà a D.C. United i San Jose Earthquakes.
Fou 134 cops internacional amb els Estats Units, amb la qual participà en els Mundials de 1998 i 2002.
Un cop retirat ha estat entrenador i director esportiu.